# خلية لمفاوية فطرية
تُعد الخلايا اللمفاوية الفطرية (آي إل سي) أحدث مجموعة مكتشفة من مجموعات الخلايا المناعية الفطرية، وتُشتق من السلائف اللمفاوية الشائعة (سي إل بّي). تسهم الخلايا اللمفاوية الفطرية في الفعالية المناعية من طريق إنتاج الجزيئات المطلقة للإشارة، وتنظيم الخلايا المناعية الفطرية والتكيفية، استجابةً للأضرار التي تسببها العوامل الممرضة في الأنسجة، حيث توجد الخلايا اللمفاوية الفطرية بصورة أساسية؛ يمكن ملاحظتها في الأنسجة اللمفاوية (المرتبطة بالمناعة)، والأنسجة غير اللمفاوية، ونادرًا ما تلاحظ في الدم المحيطي. توجد بكثرة في الأسطح المخاطية خاصةً، وتؤدي دورًا رئيسيًا في مناعة الغشاء المخاطي واستتبابه. تشمل خصائصها التي تميزها عن الخلايا المناعية الأخرى غياب الصفات المورفولوجية اللمفاوية المعتادة، ومستقبلات المستضدات المعاد ترتيبها في الخلايا التائية والخلايا البائية (بسبب عوز الجين المنشط لإعادة التركيب (آر إيه جي))، وواسمات النمط الظاهري الموجودة عادةً على الخلايا النخاعية أو المتغصنة.
بناءً على الاختلاف في المسارات التطورية والنمط الظاهري وجزيئات الإشارة المنتَجة، قُسمت الخلايا اللمفاوية الفطرية في عام 2013 إلى ثلاث مجموعات: أولى وثانية وثالثة، لتُقسم لاحقًا بعد إجراء أبحاث إضافية إلى خمس مجموعات حالية: مجموعة الخلايا الفاتكة الطبيعية ومجموعات الخلايا اللمفاوية الفطرية الأولى والثانية والثالثة ومجموعة الخلايا المحفزة للأنسجة اللمفاوية (إل تي آي). تسهم الخلايا اللمفاوية الفطرية في وظائف فزيولوجية متعددة، بما فيها استتباب الأنسجة، وتشكلها الحيوي، وأيضها، وإصلاحها، وتجددها. تشابه أدوارها أدوار الخلايا التائية بنسبة كبيرة، لذلك اقتُرح تصنيفها بمثابة النظير الفطري للخلايا التائية. قد يسبب خلل التنظيم في الخلايا اللمفاوية الفطرية أمراضًا مناعيةً مثل الحساسية والربو القصبي وأمراض المناعة الذاتية.

## التصنيف
يبدأ تطور الخلايا اللمفاوية الفطرية استجابة لوجود عوامل النسخ التي تُفعَّل بوجود عوامل البيئة المكروية المحيطة، مثل: السيتوكينات، وربائط الثلمة، والنظم اليوماوي (تغييرات سلوكية داخلية بعد دورة يومية)، ومع وصولها إلى مرحلة النضج، تطلق الخلايا اللمفاوية الفطرية السيتوكينات. يعتمد تصنيف الخلايا اللمفاوية الفطرية على الاختلافات في عامل النسخ ونوع السيتوكين المرتبط بتطور الأنواع الفرعية المختلفة للخلايا اللمفاوية الفطرية ووظيفتها.
| المحفز                                                                             | إشارات الأنسجة                                              | الوسطاء                                                                 | الوظيفة المناعية |
| الأورام. الميكروبات داخل الخلية (الفيروسات والبكتيريا والطفيليات)                  | الإنترلوكين 12. الإنترلوكين 15. الإنترلوكين 1بي             | الإنترفيرون غاما. الغرانزيمات. البيرفورين                               | النوع 1 من المناعة (تفعيل الخلايا البالعة الكبيرة، والسمية للخلايا، والجذور الأكسجينية الحرة)                                                         |
| جزيئات كبيرة خارج الخلية (الطفيليات ومولدات الحساسية)                              | الإنترلوكين 25. الإنترلوكين 33. اللمفوبويتين السدوي التوتي. | الإنترلوكينات 3 و4 و5 و9. الأمفيرغولين                                  | النوع 2 من المناعة (إنتاج المخاط، والتنشيط البديل للخلايا البالعة الكبيرة، وإصلاح النسيج البيني خارج الخلوي/الأنسجة، وتوسع الاوعية، والتنظيم الحراري) |
| الميكروبات خارج الخلية (البكتريا والفطريات)                                        | الإنترلوكينان 1 بي و23.                                     | الإنترلوكينان 22، و17. العامل المحرض للمستعمرات 2. السم اللمفي          | النوع 3 من المناعة (البلعمة، والببتيدات المضادة للمكروبات، والحفاظ على الظهارة).                                                                      |
| الخلايا المنظمة في اللحمة المتوسطة (حمض الرتينويك، وبروتين CXCL13، وبروتين RANK-L. | الإنترلوكينات 1 بي و23 و6.                                  | بروتين رانك، والعامل المنخر للورم، والسم اللمفي، والإنترلوكينان 17 و22. | تكوين البنى اللمفية الثانوية. |

### المجموعة 1 من الخلايا اللمفاوية الفطرية (آي إل سي 1)
تفترق سلالات الخلايا اللمفاوية الفطرية الأولى والخلايا الفاتكة الطبيعية في المراحل الأولى من مساراتها التطورية، ويمكن تمييزها استنادًا إلى اختلافها في الاعتماد على عوامل النسخ، وسميتها الخلوية، وتعبير الواسم المقيم. إن الخلايا الفاتكة الطبيعية خلايا سامة للخلايا، تنتشر في مجرى الدم، وتقتل الخلايا المصابة بالفيروس والخلايا السرطانية، أما خلايا المجموعة اللمفاوية الفطرية الأولى، فهي خلايا غير سامة للخلايا أو ذات سمية ضعيفة، تؤدي دورًا في محاربة العدوى بالفيروسات وبعض البكتيريا.
نظرًا إلى وجود صفات مشتركة وأخرى غير مشتركة بين خلايا المجموعة اللمفاوية الفطرية الأولى والخلايا الفاتكة الطبيعية، ظهرت مشكلة في تصنيف خلايا آي إل سي 1 البشرية. ينتج النوعان الإنترفيرون غاما (IFNγ) بصفته المنتَج السيتوكيني الرئيسي، ويحتاج كلاهما إلى عامل النسخ (T-bet) لإنتاجه. يستطيع النوعان أيضًا إنتاج الإنترفيرون غاما عندما تُنظَم السيتوكينات مثل الإنترلوكين 15 (IL-15) أو الإنترلوكين 12 (IL-12) بالزيادة في الأنسجة بعد العدوى أو الإصابة، إضافةً إلى إفراز عامل النمو المحول بيتا 1 (TGFβ1) بالتزامن مع إنتاج الإنترفيرون غاما عند تحفيزها. تدفع الفعاليات السابقة إلى إعادة تشكيل ظهارة الأمعاء والنسيج البيني خارج الخلوي. يُذكر أن تحفيزهما المشترك بالإنترلوكين 18 (IL-18) يزيد الإنترفيرون غاما زيادةً كبيرة، إذ تحفز زيادته البالعات الكبيرة وغيرها من الخلايا البلعمية وحيدة النواة، لتبدأ نشاطها المضاد للميكروبات بهدف القضاء على الالتهابات داخل الخلايا. تساعد جذور الأكسجين الحرة التي تنتجها المجموعتان أيضًا على محاربة العدوى. تستطيع خلايا المجموعة اللمفاوية الفطرية الأولى والخلايا الفاتكة الطبيعية أيضًا إنتاج عامل نخر الورم ألفا (TNF-α)، ما يعزز إسهام المجموعتين في الاستجابة الالتهابية، اعتمادًا على تعبيرهم الجزيئي.
توجد اختلافات في الاعتماد على عوامل النسخ بين المجموعتين، ومع أن كلتيهما يستخدم (T-bet) من أجل التطور، رُصد وجود الخلايا الفاتكة الطبيعية في المضيفات التي تفتقر إلى T-bet، عكس خلايا المجموعة اللمفاوية الفطرية الأولى التي تعتمد كليًا على وجودها. على أي حال، يعتمد تطور الخلايا الفاتكة الطبيعية اعتمادًا كليًا على وجود عامل النسخ إيومس (Eomes)، بينما تستطيع خلايا المجموعة اللمفاوية الفطرية الأولى أن تتطور بصورة مستقلة عن وجوده، ما يعني إمكانية استخدام إيومس عمومًا بمثابة واسم للخلايا الفاتكة الطبيعية. يمكن تلخيص ما سبق بأن الخلايا الفاتكة الطبيعية الناضجة تكون إيجابية T-bet وEomes، أما خلايا المجموعة اللمفاوية الفطرية الأولى فهي إيجابية T-bet وسلبية Eomes.
تشترك خلايا المجموعتين في بعض واسمات الأنماط الظاهرية، بما في ذلك: NK1.1 في الفئران، ومستقبلات الخلايا الفاتكة الطبيعية مثل NKp44 وNKp46 في البشر والفئران. توجد أيضًا اختلافات في واسمات الأنماط الظاهرية، مثل تعبير CD127 في خلايا المجموعة اللمفاوية الفطرية الأولى البشرية، الذي لا يوجد في جميع الخلايا الفاتكة الطبيعية. إضافةً إلى ما سبق، لا يُعبَر عن NKp80، واسم للخلايا الفاتكة الطبيعية البشرية، في خلايا المجموعة اللمفاوية الفطرية الأولى. ثبت أن CD200R في الفئران يميز الخلايا القاتلة الطبيعية عن خلايا المجموعة اللمفاوية الفطرية الأولى. ما تزال العلاقة بين سلالات خلايا المجموعتين غامضة بسبب نقص هذه الواسمات المميزة الموجودة على بعض خلايا المجموعتين في أنسجة محددة، أو بعد حدوث عدوى/التهاب، وهذا ما يدعم نظرية الوظيفة المحددة للأنسجة، فالتعبير عن CD127 موجود في معظم خلايا المجموعة اللمفاوية الفطرية الأولى، لكنه غائب عن خلايا المجموعة نفسها في الغدة اللعابية، والتي تملك أيضًا القدرة على التعبير عن إيومس؛ سمة أساسية للخلايا الفاتكة الطبيعية.
نظرًا لإنتاج الغرانزيمات والبيرفورين، تمثل الخلايا الفاتكة الطبيعية النظائر الفطرية للخلايا التائيةCD8 +  السامة للخلايا، بينما تُعد خلايا المجموعة اللمفاوية الفطرية الأولى النظير الفطري للخلايا التائية المساعدة، نظرًا للإنتاج الوحيد للإنترفيرون غاما دون وجود نشاط سام للخلايا.